# Carignano

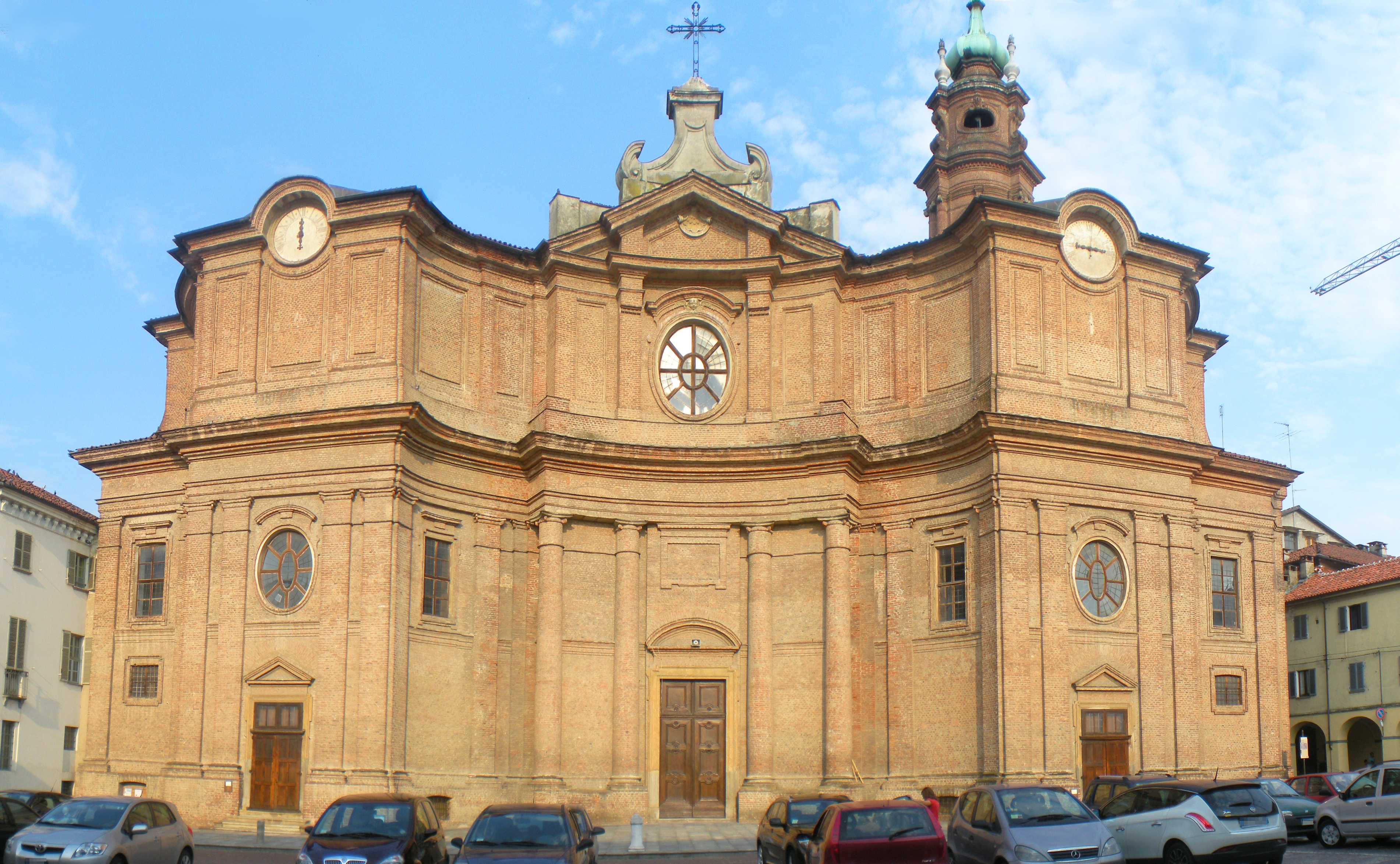
Một góc xinh đẹp ở Carigano

Carignano là một đô thị ở tỉnh Torino trong vùng Piedmont, có vị trí cách khoảng 20 km về phía nam của Torino, nước Ý. Tại thời điểm ngày 31 tháng 12 năm 2004, đô thị này có dân số 8.777 người và diện tích là 50.2 km².
Carignano giáp các đô thị: Moncalieri, Vinovo, La Loggia, Piobesi Torinese, Villastellone, Castagnole Piemonte, Osasio, Lombriasco, Carmagnola.